# Liste des sites Natura 2000 d'Ille-et-Vilaine
Cet article recense les sites Natura 2000 d'Ille-et-Vilaine, en France.

## Statistiques
L'Ille-et-Vilaine compte en 2016 14 sites classés Natura 2000.
10 bénéficient d'un classement comme site d'intérêt communautaire (SIC, Directive habitats), 4 comme zone de protection spéciale (ZPS, Directive oiseaux).

## Liste
| Site                                                                                | Type | Superficie (ha) | Fiche     | Coordonnées                        | Photo                                         |
| ----------------------------------------------------------------------------------- | ---- | --------------- | --------- | ---------------------------------- | --------------------------------------------- |
| Baie de Lancieux, baie de l'Arguenon, archipel de Saint-Malo et Dinard              | ZSC  | +05 149,        | FR5300012 | 48° 38′ 05″ nord, 2° 10′ 04″ ouest | Archipel des ébihens                          |
| Baie du mont Saint-Michel                                                           | ZSC  | +38 747,        | FR2500077 | 48° 40′ 29″ nord, 1° 38′ 26″ ouest | Vue aérienne de la baie du mont Saint-Michel. |
| Chausey                                                                             | ZSC  | +82 943,        | FR2500079 | 48° 51′ 09″ nord, 1° 47′ 10″ ouest | Vue de Chausey.                               |
| Complexe forestier Rennes-Liffré-Chevré, étang et lande d'Ouée, forêt de Haute-Sève | ZSC  | +01 730,        | FR5300025 | 48° 12′ 25″ nord, 1° 32′ 00″ ouest | Panneau sur Natura 2000 en Forêt de Rennes    |
| Côte de Cancale à Paramé                                                            | ZSC  | +01 751,        | FR5300052 | 48° 41′ 24″ nord, 1° 54′ 12″ ouest | Pointe du Grouin à Cancale                    |
| Estuaire de la Rance                                                                | ZSC  | +02 788,        | FR5300061 | 48° 33′ 32″ nord, 1° 58′ 03″ ouest | Barrage de la Rance                           |
| Étangs du canal d'Ille-et-Rance                                                     | ZSC  | +00246,         | FR5300050 | 48° 20′ 31″ nord, 1° 38′ 48″ ouest | Étang du Boulet à Feins                       |
| Forêt de Paimpont                                                                   | ZSC  | +01 221,        | FR5300005 | 48° 01′ 05″ nord, 2° 12′ 19″ ouest | Vue d’arbres de la forêt de Paimpont          |
| Marais de Vilaine                                                                   | ZSC  | +10 891,        | FR5300002 | 47° 35′ 12″ nord, 2° 08′ 33″ ouest | Ile aux pies                                  |
| Baie du mont Saint-Michel                                                           | ZPS  | +47 672,        | FR2510048 | 48° 40′ 00″ nord, 1° 35′ 00″ ouest | Vue aérienne de la baie du mont Saint-Michel. |
| Chausey                                                                             | ZPS  | +82 426,        | FR2510037 | 48° 51′ 08″ nord, 1° 47′ 10″ ouest | Vue de Chausey.                               |
| Îlots Notre-Dame et Chevret                                                         | ZPS  | +0 0003,3       | FR5312002 | 48° 35′ 43″ nord, 2° 00′ 24″ ouest | Île Chevret                                   |
| Vallée du Canut                                                                     | ZPS  | +00427,         | FR5312012 | 47° 58′ 29″ nord, 1° 53′ 41″ ouest |                                               |
| Vallée du Canut                                                                     | ZSC  | +00427,         | FR5302014 | 47° 58′ 29″ nord, 1° 53′ 41″ ouest |                                               |